# Агафоново (Подольський міський округ)
Агафо́ново (рос. Агафоново) — присілок у складі Подольського міського округу Московської області, Росія.

## Географія
Присілок Агафоново розташований на лівому березі річки Пахри приблизно за 7 км на північний схід від центру міста Подольська. За 1,5 км на захід проходить Сімферопольське шосе.

## Населення
Населення — 20 осіб (2010; 12 у 2002).
Національний склад (станом на 2002 рік):
- росіяни — 100 %